# 1250-talet

## Händelser
- Birger jarl utökar kvinnans arvsrätt i Sverige, så att syster ärver åtminstone hälften mot broder. Förut ärvde kvinnor ingenting.
- Han stiftar också de fyra så kallade edsöreslagarna om kyrkofrid, tingsfrid, hemfrid och kvinnofrid. Dessa blir de första lagarna som gäller för hela Sverige.
- 1258 - Miljonstaden Bagdad förstörs av mongolerna.

## Födda
- Omkring 1254 – Marco Polo, venetiansk upptäcktsresande.